# Puterea salvatoare
Puterea salvatoare (1979) (titlu original The Power that Preserves) este a treia carte a primei trilogii din seria fantasy Cronicile lui Thomas Covenant, Necredinciosul scrisă de Stephen R. Donaldson. Ea este continuată de prima carte din a doua trilogie, The Wounded Land.

## Intriga
Întors în lumea sa reală, Thomas Covenant este devastat de pierderea Elenei, deși încă mai crede că experiența trăită în Tărâm a fost doar un vis. Chinuit de acest paradox, își neglijează condiția fizică: nu mai ia medicamente și nu-și tratează rana de la frunte, permițând leprei sale să devină din nou activă. Amenințat cu alungarea din regiune de către cetățenii care se tem de boala sa, Covenant salvează o fată mușcată de un șarpe cu clopoței, dar este mușcat la rândul său.
Între timp, pe Tărâm au trecut șapte ani de la Războiul uriașilor. Nobilii și-au pierdut apărătorii loiali, nemuritoarea Gardă a Sângelui, iar acum trebuie să facă față iernii eterne aruncate de Foul asupra Tărâmului. Nobilul Foul se pregătește să pornească asaltul final asupra oamenilor Tărâmului și a readus din morți spiritul chinuit al fostei Înalte Nobile Elena, cu ajutorul căreia Toiagul Legii este folosit acum în serviciul răului. El și-a refăcut armata și a pus-o sub conducerea uriașului Pumnul-Satanei, care se pregătește să asedieze fortăreața de la Piatra Sărbătorii. Singura speranță de salvare, deși controversată, pare a fi rechemarea lui Covenant, în speranța că puterile inelului său din aur alb îl vor contracara pe Foul.
Covenant refuză convocarea făcută de Înaltul Nobil Mhoram, dar nu se poate opune celei realizate de Triock și de uriașul Lup de Mare Navigatorul Spumei. Trezindu-se din nou în Postul de Veghe al lui Kevin, Covenant asistă oripilat la atacul realizat de armata lui Foul asupra așezării Mithil Stonedown. Atacul este respins, dar Covenant înțelege gravitatea situației în care se află Tărâmul și înțelege că singura soluție o reprezintă căutarea Creșei lui Foul și distrugerea acesteia. În misiunea sa este însoți de Lena, care este încă îndrăgostită de el, și de uriașul Lup de Mare Navigatorul Spumei.
Ajunși în câmpiile ramenilor, sunt capturați de aceștia și de Bannor, fost membru al Gărzii Sângelui. Covenant are ocazia să vadă stadiul jalnic în care au fost aduși ranyhynii, caii liberi, inteligenți care au servit pe vremuri Garda Sângelui. Atacați de troglodiții și demonii-abjecți ai lui Foul, Covenant și însoțitorii săi se trezesc în fața spiritului posedat al Elenei și a celorlalți doi uriași corupți de Foul. Cu ajutorul aurului alb, Covenant reușește să distrugă Toiagul Legii, cei doi uriași corupți și să elibereze spiritul Elenei, dar o pierde pe Lena. Între timp Nobilul Mhoram reușește, cu eforturi epuizante, să spargă asediul pe care Pumnul-Satanei îl instituise asupra Pietrei Sărbătorii, distrugându-l în înfruntare pe uriașul corupt.
Covenant și Navigatorul Spumei își continuă drumul spre Creșa lui Foul, fiind ajutați de unele dintre creaturile-rebut ale acestuia. Dar în Covenant s-au produs schimbări majore după ce a trecut prin mâinile unei vindecătoare. Ura și disprețul său au dispărut, lăsând locul compasiunii și acceptării stării sale. Rămas fără singurele arme pe care le putea folosi împotriva lui Covenant, Foul este nevoit să-și accepte înfrângerea, iar Piatra Bolii Pământului este distrusă. Tărâmul e salvat, iar Covenant revine în lumea sa reală.
Între cele două lumi se întâlnește cu Creatorul Tărâmului, care, drept mulțumire pentru înfrângerea lui Foul, îi oferă două alternative: să rămână în Tărâm unde să fie complet vindecat, sau să aleagă lumea sa reală, unde va scăpa de moartea pe care veninul șarpelui cu clopoței i-o produce. El alege a doua variantă și află că, în lumea sa, a devenit un erou după salvarea fetei și nu i se mai cere să plece din regiune.

### Capitolele cărții
| - 1 - Pericolul în vise - 2 - Fiul Variol - 3 - Salvarea - 4 - Asediu - 5 - Lomillialor - 6 - Apărarea la Mithil Stonedown - 7 - Mesaj către Piatra Sărbătorii - 8 - Iarna - 9 - Ascunzătoarea secretă a ramenilor - 10 - Paria - 11 - Ritualul Profanării | - 12 - Amanibhavam - 13 - Vindecătoarea - 14 - Numai cei care urăsc - 15 - Victoria Nobilului Mhoram - 16 - Colosul - 17 - Câmpiile jefuite - 18 - Corupția - 19 - Ridjeck Thome - 20 - Necredinciosul - 21 - Sfârșitul leprei |

## Lista personajelor
- Thomas Covenant - un scriitor de succes a cărui viață profesională și personală este dată peste cap de lepră. Periodic, este chemat într-o lume fanastică numită Tărâmul, unde este considerat întruparea unui Nobil legendar, Berek Jumătate-de-Mână, revenit pentru a salva Tărâmul de Nobilul Foul. Deoarece nu crede că acest Tărâm este real ci îl consideră o plăsmuire a imaginației sale, Covenant primește supranumele Necredinciosul
- Mhoram - Nobil și, ulterior, Înalt Nobil, fiul lui Variol
- Triock - locuitor al satului de piatră Mithil Stonedown care a jurat să se ghideze în viață după preceptele păcii, fiul lui Thuler
- Lup de Mare Navigatorul Spumei - uriaș, prieten al lui Thomas Covenant
- Lena - locuitoare a satului de piatră Mithil Stonedown, fiica lui Atiaran și a lui Trell, este îndrăgostită de Thomas Covenant și este iubită, la rândul ei, de Triock
- Bannor - Gardian al Sângelui, numit pe lângă Nobilul Trevor
- Elena - Înaltă Nobilă în timpul primului atac al Nobilului Foul, fiica Lenei și a lui Covenant, ucisă de Foul
- Pumnul Satanei - uriaș proroc delirant, numit și Sheol sau samadhi
- Quaan - comandant al celui de-al treilea Eoman1 al armatei din Cetatea Nobilă, ajuns ulterior comandantul întregii armate
- Trell - maestru al Înțelepciunii Pietrei, originar din Mithil Stonwdown, tatăl Lenei
- Atiaran - locuitoare a satului de piatră Mithil Stonedown, mama Lenei
- Tohrm - maestru al Înțelepciunii Pietrei și administrator responsabil cu lumina, căldura și ospitalitatea în Cetatea Nobilă
- Borillar - maestru al științei lemnului și administrator responsabil cu lumina, căldura și ospitalitatea în Cetatea Nobilă
- Trevor - Nobil
- Loerya - Nobilă, soția lui Trevor
- Pietten - fiul lui Soranal, copil din satul-copac Woodhelven, îmbolnăvit de creaturile Nobilului Foul
- Amatin - Nobilă, fiica lui Matin
- Amorine - conducător de Eoman, devenit ulterior al doilea în conducerea armatei din Cetatea Nobilă
- Foul - dușmanul Tărâmului

1 Grup format din douăzeci de războinici și un comandant.

## Opinii critice
Publishers Weekly consideră cartea „o sărbătoare pentru cititorii dependenți de literatura fantasy”. The New York Times apreciază că „universul lui Donaldson este irezistibil”, în timp ce Chicago Daily News folosește cuvinte similare, văzând în serie „o saga irezistibilă”.